# Savuto (Fluss)
Der Savuto (historisch Sabatus oder Sabutus) ist ein Fluss in Süditalien. Er entspringt in der Region Kalabrien und verläuft durchgehend in dieser. Der Fluss ist Namensgeber des DOC-Weins Savuto.

## Verlauf
Der Savuto entspringt in 1260 m Höhe bei Torre del Spineto in der Sila, fließt in westlicher Richtung ab und durch den Lago di Savuto und erreicht bei Marzi die Autobahn Autostrada A3, die seinem Lauf nunmehr in südwestlicher Richtung bis fast zur Mündung in das Tyrrhenische Meer bei Nocera Terinese folgt, die nach einem Lauf von 48 km erreicht wird.
Sein Einzugsgebiet beträgt 411 km².

## Zuflüsse
- rechts: Torrente Merone
- links: Torrente Cannavina; Torrente Mentaro; Fiume Grande